# Prvenstvo ZNP 1924-1925
Il Prvenstvo Zagrebačkog nogometnog podsaveza 1924./25. (it. "Campionato della sottofederazione calcistica di Zagabria 1924-25") fu la sesta edizione del campionato organizzato dalla Zagrebački nogometni podsavez (ZNP), la dodicesima in totale, contando anche le 4 edizioni del Prvenstvo grada Zagreba (1918-1919) e le 2 del campionato di Regno di Croazia e Slavonia (1912-1914, composto esclusivamente da squadre di Zagabria).
Il torneo, chiamato quest'anno 1/A razred, fu vinto dal Građanski Zagabria, al suo quarto titolo nella ZNP, il settimo in totale.
Il campionato era diviso era diviso fra le squadre di Zagabria città (divise in più divisioni chiamate razred) e quelle della provincia (divise in varie parrocchie, župe). La vincitrice della 1. razred veniva ammessa al Državno prvenstvo (il campionato nazionale) ed inoltre disputava la finale sottofederale contro la vincente del campionato provinciale.

## Classifica
|                   | Pos. | Squadra              | Pt | G | V | N | P | GF | GS | QR    |
| ----------------- | ---- | -------------------- | -- | - | - | - | - | -- | -- | ----- |
|                   | 1.   | Građanski Zagabria   | 16 | 8 | 8 | 0 | 0 | 36 | 6  | 6,000 |
|                   | 2.   | HAŠK Zagabria        | 9  | 8 | 4 | 1 | 3 | 23 | 13 | 1,769 |
|                   | 3.   | Concordia Zagabria   | 8  | 8 | 3 | 2 | 3 | 13 | 18 | 0,722 |
|                   | 4.   | Šparta Zagabria      | 4  | 8 | 2 | 0 | 6 | 11 | 28 | 0,392 |
|                   | 5.   | Željezničar Zagabria | 3  | 8 | 1 | 1 | 6 | 7  | 24 | 0,291 |
| Fonte: exyufudbal |      |                      |    |   |   |   |   |    |    |       |

Legenda:
      Campione di Zagabria e qualificato al Državno prvenstvo 1925.
  Partecipa agli spareggi.
      Retrocessa nella divisione inferiore.
Note:
Due punti a vittoria, uno a pareggio, zero a sconfitta.

## Risultati

### Tabellone
|                   | Gra  | HAŠ  | Con  | Špa  | Žel  |
| ----------------- | ---- | ---- | ---- | ---- | ---- |
| Građanski         | –––– | 2-1  | 8-2  | 4-1  | 4-0  |
| HAŠK              | 1-2  | –––– | 1-1  | 2-1  | 4-3  |
| Concordia         | 1-3  | 2-1  | –––– | 3-0  | 2-0  |
| Šparta            | 0-8  | 2-7  | 4-1  | –––– | 2-1  |
| Željezničar       | 0-4  | 0-6  | 1-1  | 2-1  | –––– |
| Fonte: exyufudbal |      |      |      |      |      |

### Calendario
| Data              | Partita                 | Ris.                                                                             |
| ----------------- | ----------------------- | -------------------------------------------------------------------------------- |
| 26.10.1924        | Građanski - Željezničar | 4–0                                                                              |
| 02.11.1924        | Željezničar - Šparta    | 2–1                                                                              |
| 09.11.1924        | Concordia - Željezničar | 2–0 (interrotta, completata il 27 novembre)                                      |
| 16.11.1924        | Građanski - Concordia   | 8–2                                                                              |
| 16.11.1924        | HAŠK - Šparta           | 2–1                                                                              |
| 20.11.1924        | HAŠK - Željezničar      | 4–3                                                                              |
| 23.11.1924        | Građanski – HAŠK        | 2–1                                                                              |
| 30.11.1924        | Građanski – Šparta      | 4–1                                                                              |
| 07.12.1924        | Concordia - Šparta      | 3–0 (interrotta, completata il 4 gennaio)                                        |
| 14.12.1924        | HAŠK – Concordia        | 1–1                                                                              |
| 08.03.1925        | Concordia - HAŠK        | 2–1                                                                              |
| 08.03.1925        | Šparta - Željezničar    | 2–1                                                                              |
| 15.03.1925        | Građanski - Šparta      | 8–0                                                                              |
| 15.03.1925        | Željezničar - Concordia | 1–1                                                                              |
| 22.03.1925        | Građanski - Željezničar | 4–0                                                                              |
| 22.03.1925        | HAŠK - Šparta           | 7–2                                                                              |
| 29.03.1925        | Građanski - Concordia   | 3–1                                                                              |
| 29.03.1925        | HAŠK - Željezničar      | 6–0                                                                              |
| 10.05.1925        | Građanski - HAŠK        | 2–1                                                                              |
| 17.05.1925        | Concordia - Šparta      | 3–0 (annullata per l'interpretazione sulla posizione irregolare di Adolf Percel) |
| 31.05.1925        | Šparta - Concordia      | 4–1                                                                              |
| Fonte: exyufudbal |                         |                                                                                  |

## Provincia

### I župa— Sussak
```
Primo turno:   Slavija Sušak - Frankopan Sušak           0-4				
               
Orijent
 - Primorac Sušak                  7-1				
               Val Crikvenica - Viktorija Sušak          1-2				
Semifinali:    Frankopan Sušak - 
Orijent
                 4-6				
               Viktorija Sušak - NŠK Pilana Plaški       ritiro Pilana
Finale:        
Orijent
 - Viktorija Sušak                 4-1
```

### II župa— Karlovac
```
Semifinali:    Olimpia Karlovac - Građanski Karlovac     0-2				
               
ŠK Karlovac
 - Graničar Ogulin            12-1				
Finale:        
ŠK Karlovac
 - Građanski Karlovac          0-2
```

### III župa— Brod
```
   Squadra                         G   V   N   P   GF  GS  Q.Reti  Pti
1  
Marsonija Slavonski Brod
        5   5   0   0   21  2  10,500   10	
2  Proleter Slavonski Brod         5   3   0   2   11  13  0,846   6	
3  Tvank Slavonski Brod            5   1   0   4   3   12  0,250   2	
4  Union Bosanski Brod             3   0   0   3   1   9   0,111   0
```

### IV župa— Varaždin
```
Primo turno:   VŠK Varaždin - Drava Varaždin             ritiro Drava
               
ČSK Čakovec
 - Varaždinec Varaždin         ritiro Varaždinec
Semifinale:    
ČSK Čakovec
 - Troja Brežice               ritiro Troja
Finale:        
ČSK Čakovec
 - VŠK Varaždin                4-0
```

### V župa— Bjelovar
```
Semifinale:    
BGŠK Bjelovar
 - KGŠK Križevci             ritiro Križevci				
Finale:        
BGŠK Bjelovar
 - Viktorija Koprivnica      ritiro Koprivnica
```

### VI župa— Sisak
```
Semifinale:    Željezničar Sisak - 
Segesta
               ritiro Segesta
               Panonija Sisak - Radnik Caprag Sisak      ritirate entrambe
Finale:        Željezničar Sisak                         vincitore
```

### VII župa— Banja Luka
```
Primo turno:   
Krajišnik
 - Balkan Banja Luka             ritiro Balkan
               Građanski Prijedor - Slavija Prijedor     1-2				
               Meteor B. Krupa - 
Sloboda B. Novi
         1-2				
Semifinale:    
Krajišnik
 - Slavija Prijedor              6-2				
Finale:        
Krajišnik
 - 
Sloboda B. Novi
               ritiro Sloboda
```

### VIII župa— Daruvar
```
Semifinali:    DONK Daruvar - Građanski Pakrac           ritiro Pakrac
               ŠK Ivanić-Grad - Graničar Ivanić-Grad     0-1				
Finale:        Graničar Ivanić-Grad - DONK Daruvar       ritiro Daruvar
```

### IX župa— Doboj
```
Primo turno:   Sava Bosanska Gradiška - Sloga Bosanska Gradiška ritiro Sloga
               Konkordija Nova Topola - Unitas Nova Gradiška    ritiro Unitas
Semifinale:    Sava Bosanska Gradiška - Borba Bosanska Dubica   ritiro Borba
Finale:        Sava Bosanska Gradiška - Konkordija Nova Topola  2-1
```

### Finali provinciali
```
Primo turno:   Građanski Karlovac - Željezničar Sisak    ritiro Sisak
               
BGŠK Bjelovar
 - Graničar Ivanić-Grad      6-0				
Secondo turno: 
ČSK Čakovec
 - Građanski Karlovac          6-2				
               
Marsonia
 - 
BGŠK Bjelovar
                  4-2				
               
Krajišnik
 - Sava Bosanska Gradiška        ritiro Sava
Semifinali:    
ČSK Čakovec
 - Orijent                     ritiro Orijent
               
Krajišnik
 - 
Marsonia
                      1-3				
Finale:        
ČSK Čakovec
 - 
Marsonia
                    2-1
```

## Finale sottofederale
| Squadra 1          | Risultato     | Squadra 2     |                                                 |
| ------------------ | ------------- | ------------- | ----------------------------------------------- |
| 7 giugno 1925      | 7 giugno 1925 | 7 giugno 1925 | Marcatori                                       |
| Građanski Zagabria | 10 – 1        | ČSK Čakovec   | autogol, Götz 6, Pasinek 2, Vragović (G); ? (Č) |